# Cursorius rufus
Cursorius rufus  (лат.) — вид птиц из семейства тиркушковых.
Вид распространён в Южной Африке. Встречается в Южно-Африканской Республике, Намибии, на юге Ботсваны и Анголы. Живёт в пустынных и полупустынных районах, но избегает песчаных пустынь.
Мелкая птица, длиной 20—22 см, массой до 75 г.
Живёт в открытых местностях с невысокой растительностью. Наземные птицы. Питаются насекомыми, реже семенами.